# Tarantasca
Tarantasca település Olaszországban, Piemont régióban, Cuneo megyében. Lakosainak száma 2185 fő (2023. január 1.). Tarantasca Centallo, Cuneo, Villafalletto és Busca községekkel határos.

## Népesség
A település lakossága az elmúlt években az alábbi módon változott:
| Lakosok száma | 2102 | 2112 | 2185 |
|               | 2017 | 2018 | 2023 |